# Rechtschreibreform

Sprachwissenschaftliche Diskussion des Rechtschreibreformversuchs von 1876, Abdruck aus der Kölnischen Zeitung: „Das wurzelhafte h“

Eine Rechtschreibreform ist die Änderung zentraler Bestandteile der Rechtschreibung einer Sprache.
Versuche einer Rechtschreibreform im deutschen Sprachraum gab es 1876 (Orthographische Konferenz von 1876) und 1944 (Reform der deutschen Rechtschreibung von 1944). Schließlich gab es 1996 eine Rechtschreibreform sowie später mehrere Änderungen (siehe Reform der deutschen Rechtschreibung von 1996). Ob die Ergebnisse der Orthographischen Konferenz von 1901 als Reform bewertet werden können, wird unterschiedlich beurteilt.

## Typen von Rechtschreibreformen international
Man unterscheidet zwei grundsätzliche Typen von Rechtschreibreformen. Die eine reformiert die Orthografie durch eine neue Liste von Wörtern. Dieses Vorgehen ist etwa in Frankreich üblich. So änderte die Académie française 1740 mit ihrem Wörterbuch die Schreibweise mehrerer tausend Wörter auf einmal. Andererseits kann eine Rechtschreibreform aber auch die Rechtschreibregeln reformieren, wie 1996 im deutschen Sprachraum, als unter anderem neue Regeln zur Verwendung von Doppel-s und ß („der Hass“ statt „der Haß“), zu Dreifachkonsonanten („Schifffahrt“ statt „Schiffahrt“), zur Groß- und Kleinschreibung, zur Schreibung von Fremdwörtern („Delfin“ nun neben „Delphin“), zur Auseinanderschreibung zusammengesetzter Wörter und zur Zeichensetzung sowie zur Worttrennung am Zeilenende erlassen wurden. Viele Rechtschreibreformen scheiterten bereits auf der Entscheidungsebene oder wurden von der schreibenden Zunft, den Journalisten und Schriftstellern, nicht akzeptiert. Andere benötigten einige Zeit, bis sie manifest wurden, und dienten deswegen eher der Grundsteinlegung einer Reform. So wollte die deutsche Rechtschreibreform von 1876 mit dem „begleitenden h“ aufräumen („tun“ statt „thun“); durchgesetzt wurde das jedoch erst 25 Jahre später in der Orthographischen Konferenz 1901.
In manchen Ländern sind etablierte Sprachakademien für die Pflege der Sprache und gegebenenfalls Änderungen von Sprach- und Rechtschreibregeln zuständig. Die längste Tradition hat die italienische Accademia della Crusca, gefolgt von der Académie française in Paris. Letztere war 1635 als nationale französische Einrichtung zur „Vereinheitlichung und Pflege der französischen Sprache“ geschaffen worden und wird bis heute weitgehend im gesamten französischen Sprachraum anerkannt, also zum Beispiel auch in Québec, Kanada. Im englischen Sprachraum besteht keine übergeordnete Sprach- und Schreibinstanz. Das Deutsche nimmt zwischen diesen beiden Extremen eine Mittelstellung ein.

## Rechtschreibreform für die deutsche Sprache

### Vorgehensweise und Verbindlichkeit
Die deutschsprachigen Staaten (Bund und Länder) können und dürfen zwar Regeln für Sprache und Rechtschreibung erlassen, Gesetzeskraft haben diese Regeln aber nicht. Der einzelne Bürger kann also nicht verpflichtet werden, eine besondere Rechtschreibung einzuhalten.
Bekräftigt wurde dies in Deutschland durch die am 26. März 1998 vom Deutschen Bundestag beschlossene Resolution „Die Sprache gehört dem Volk“. Nur für diejenigen Personen, die zum Staat oder juristischen Personen des öffentlichen Rechts in einem Sonderrechtsverhältnis stehen (Beamte, Soldaten, Richter, Studenten, Schüler), ist die Rechtschreibung einschließlich reformierter Regeln bindend. Dafür sorgt eine Verwaltungsvorschrift.
Damit in allen Teilen der öffentlichen Verwaltung, der Rechtsprechung und der Schulen Deutschlands dasselbe Regelwerk gilt und in der täglichen Verwaltungspraxis angewendet wird, müssen der Bund (i. d. R. der Bundesinnenminister) sowie jedes einzelne der 16 Bundesländer die deutsche Rechtschreibung formal als Verwaltungsvorschrift erlassen.
Praktisch wird das erreicht, indem die Kultusministerkonferenz Beschlüsse zur Rechtschreibung fasst, die dann sowohl von Seiten der Bundes- als auch der Landesverwaltung als Verwaltungsvorschrift erlassen werden.
In Österreich ist in der amtlichen Sprache das Österreichische Wörterbuch in seiner jeweils neuesten Auflage verbindlich, das sich an den für Schulen geltenden Entscheidungen des Unterrichtsministerium orientiert, in dessen Auftrag es herausgegeben wird. Besondere Verwaltungsvorschriften sind dazu im Allgemeinen nicht erforderlich.

### Bisherige Reformen und Reformvorschläge
Erst im 19. Jh. begannen Bestrebungen, eine deutschlandweit einheitliche Rechtschreibung zu erreichen. Zu Luthers Zeit setzten die jeweiligen Kanzleisprachen regionale Standards für gutes Schriftdeutsch, so die Sächsische Kanzleisprache, die Prager Kanzleisprache und die Maximilianische Kanzleisprache. In Norddeutschland war bis ins 17. Jh. das Niederdeutsche Kanzlei-, Rechts- und Verkehrssprache. Erst 1815 etablierte Preußen das Hochdeutsche in seinem Staatsgebiet als einzige offizielle Sprache.
Die heute übliche Großschreibung von Substantiven setzte sich im 17. Jh. durch. Mittelhochdeutsche Texte enthalten nur kleine Buchstaben. Luther betonte mit Großbuchstaben Satzanfänge und wichtige Wörter.
Das scharfe ß wird nur in der deutschen Sprache – und nicht in der Schweiz – gebraucht. Es entstand aus Fraktur-Ligaturen von sz und ss und wurde erst Ende des 19. Jhs. Bestandteil des Antiqua-Alphabets. Ein großes ß gibt es erst seit dem 21. Jh. Umlaute entstanden aus einem über dem Buchstaben notierten e. In Kurrentschrift sieht dies wie zwei Striche aus. In dieser Form vereinfacht gelangten die Umlaute im 20. Jh. in das Antiqua-Alphabet. Große Umlaute gibt es ebenfalls erst seit dem 20. Jh., davor wurde ein großes ä als Ae geschrieben.

#### Reformen im 19. Jh.

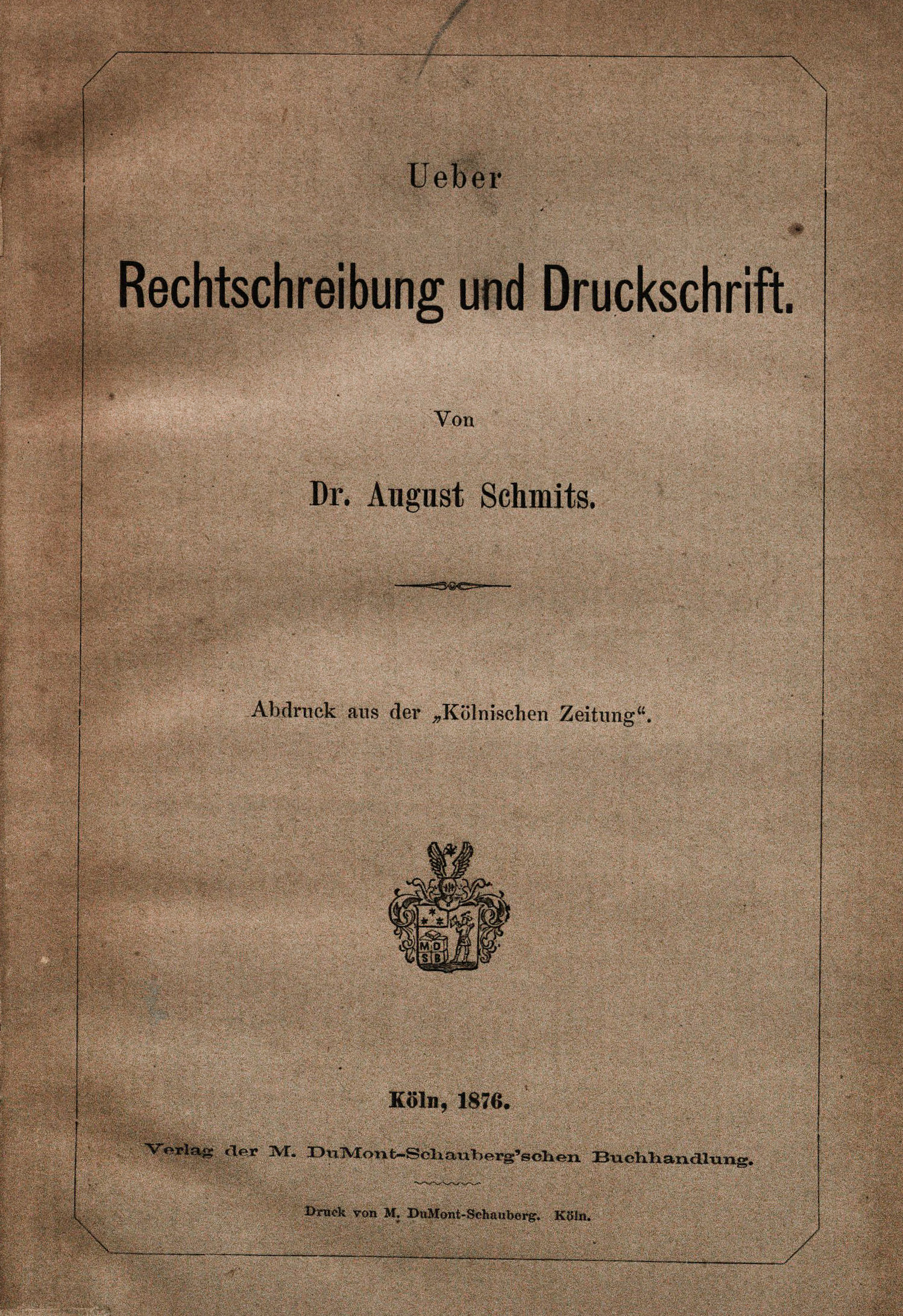
Die Kölnische Zeitung brachte 1876 ein eigenes Buch mit Artikeln zur Rechtschreibreform heraus.

Im 19. Jahrhundert und zu Beginn des 20. Jahrhunderts fanden im deutschen Sprachraum zwei orthographische Konferenzen statt, auf denen neben dem Ziel einer Vereinheitlichung der deutschen Orthographie auch weitergehende Reformvorschläge diskutiert wurden. In erster Linie führten sie zu der angestrebten Vereinheitlichung der Rechtschreibung.
- 4. bis 15. Januar 1876: „Konferenz zur Herstellung größerer Einigung auf dem Gebiet der deutschen Orthographie“ (I. Orthographische Konferenz) in Berlin
- 17. bis 19. Juni 1901: „Beratungen über die Einheitlichkeit der deutschen Rechtschreibung“ (II. Orthographische Konferenz) in Berlin.

Im Vorfeld der ersten Konferenz gab es ab etwa 1850 Beratungen, die zur Entstehung von Orthographieanweisungen für Schulen führten (Hannover 1854, Leipzig 1857, Württemberg 1860, Preußen 1862, Bayern 1863, Österreich 1868).
Im Januar 1876 tagte in Berlin auf Einladung des preußischen Kultusministers Adalbert Falk die I. Orthographische Konferenz „zur Herstellung größerer Einigung in der Deutschen Rechtschreibung“, an der außer Vertretern der Staaten des Deutschen Reiches auch Delegierte aus Österreich und der Schweiz teilnahmen. Nach teilweise weitgehenden Vorschlägen einigte man sich sehr maßvoll.
Darauf basierend erfolgte 1879 und 1880 die Veröffentlichung der bayerischen und preußischen offiziellen Regelbücher, die dann mit geringen Veränderungen auch im übrigen Deutschland angenommen wurden (siehe Puttkamersche Orthographie).
Nach diesen Regelbüchern sollten die vormals uneinheitlich geschriebenen Verben auf -iren und -ieren nun alle auf -ieren enden. Das vormals übliche th in Endungen auf -tum und -tüm, wie Altertum oder Ungetüm sollte entfallen, in anderen Wörtern wie That, Thor und Unterthan aber erhalten bleiben. Weiterhin entfiel die Vokalverdopplung in einigen Wörtern wie Ware, Schar, blieb aber in anderen wie Paar erhalten. Die häufige Endung -niß oder -nis wie in Gleichnis sollte künftig durchgängig -nis geschrieben werden. Einige Vorschläge setzten sich nicht durch, so sollten die Pluralformen von Substantiven auf -ie wie Theorie, Sympathie wieder mit doppeltem e geschrieben werden (Theorieen, Sympathieen) und die Buchstabenkombination -schst ganz entfallen, also du wünscht statt du wünschst.

Die Reformen blieben nicht ohne prominenten Widerstand. Nichtsdestoweniger urteilt Meyers Konversationslexikon (1893–1897) im Artikel Rechtschreibung:
Ungeachtet dieser Opposition hat sich doch durch die ungeheure Macht der Schule und des Buchdrucks die neue Rechtschreibung rasch in den weitesten Kreisen Bahn gebrochen, und es ist kaum zu bezweifeln, dass die nächste Generation nur nach der neuen Rechtschreibung schreiben wird. Doch ist der Wunsch wohl allgemein, die baldige Wiederholung einer derartigen Reform der Rechtschreibung vermieden zu sehen. J. Grimm, selbst ein orthographischer Reformer, sagt treffend: "Veränderung üblicher Wortschreibung führt etwas Gewaltsames und Störendes mit sich; niemand behelligt sich gern mit Kleinigkeiten."
Augenfälligstes Ergebnis der Reform von 1901 war der Entfall der vorher allgegenwärtigen phs und ths. So wurde aus Thal Tal, aus Thon Ton, aus Thor der und das Tor, aus Thräne Träne, aus thun tun und aus Thür Tür. Epheu, Elephant, Phasan, Sopha und viele andere deutsche und eingebürgerte Wörter verloren ihre phs.
Beide Konferenzen standen im Licht der Öffentlichkeit und wurden insbesondere von den überregionalen Tageszeitungen wie der Kölnischen Zeitung heftig diskutiert:

„Wir haben gesehen, dass die Vocale a o u und ihre Umlaute von der Verdoppelung und dem Parasiten h befreit werden sollen. In dieser Aufzählung vermissen wir leider e und i. Diese armen Lettern werden wegen ihrer Dünnleibigkeit verdammt, den falschen Hauchlaut als ewige Last mit sich herumzuschleppen; nehmen, stehlen, kehren und ähnliche Wörter bleiben in jenem Stallwinkel liegen, wohin die reinigenden Fluten des Alpheios nicht dringen sollen.“

#### Kritik von Jakob Grimm an der deutschen Rechtschreibung
Jakob Grimm kritisierte die zeitgenössische Rechtschreibung und zugrundeliegende Ideologien 1847 in seinem Vortrag "Ueber das Pedantische in der deutschen Sprache" und sprach neben Pedanterie von Schwerfälligkeit und der Erfindung unnötiger und historisch unbegründeter Komplexitäten:
Mich schmerzt es tief, gefunden zu haben, dass kein Volk unter allen, die mir bekannt sind, heute seine Sprache so barbarisch schreibt wie das deutsche, (...). Was in jeder guten Schrift stattfindet, die Annahme einfacher Zeichen für beliebte Konsonantenverbindungen wie bei uns ch und sch sind, ist gänzlich vermieden und dadurch der Anschein schleppender Breite hervorgebracht. 
Er beklagt die "Häufung unnützer Dehnlaute und Konsonantenverdopplungen, die dazu inkonsequent verwendet werden, so dass gleich nebeneinanderstehende Wörter unterschiedlich geschrieben werden:
Der Franzose schreibt nous, vous, der Italiener noi voi, der Däne vi i, der Pole my wy, (nur) der Deutsche hat den pedantischen Unterschied gemacht wir und ihr. Nicht anders setzt er grün und kühn, schnüren aber führen, Heer, Meer, Beere aber wehre und nähre, schwöre, Haar aber wahr, Jahr, welchen Wörtern überall gleicher Laut zusteht. Von schaffen bilden wir die dritte Person schafft, in dem Substantiv Geschäft lassen wir den einfachen Laut.
Er hält diese Verdopplungs- und Dehnlaute in der Regel für historisch unbegründet und weist in einigen Beispielen nach, dass sie im Mittelalter noch nicht vorhanden waren. Neben unnötigen Buchstaben beklagt er auch unnötige Striche und Haken:
Striche möchten sie, so viel möglich ist, in der Mitte von Zusammensetzungen, Haken überall anbringen, wo ihnen Vokale ausgefallen scheinen. Sie lieben es zu schreiben himmel-blau, engel-rein, fehl-schlagen und Buch's, Kind's, lies't, iß't, leb'te, geleb't. 
Auch die Großschreibung von Substantiven lehnt er ab und verwendet sie selbst nicht.
Den gleich verwerflichen Missbrauch großer Buchstaben für das Substantivum, der unsrer pedantischen Unart Gipfel heißen kann, habe ich und die mir darin beipflichten, abgeschüttelt, (...). Mit wie zaghafter Bedächtigkeit wird aber ausgewichen, nach wie unmächtigen Gründen gehascht gegen eine Neuerung, die nichts ist als wiederhergestellte naturgemäße Schreibweise, der unsre Voreltern bis ins fünfzehnte Jahrhundert, unsere Nachbarn bis auf heute treu blieben.

#### Entwicklungen im 20. Jh.
Auch die Nazis diskutierten in den Jahren 1933–1945 eine Rechtschreibreform, mit dem Ziel der Vereinfachung, Vereinheitlichung und der Annäherung an die Phonetik. Das bedeutendste bleibende Ergebnis davon war 1941 die Abschaffung der Fraktur-Schrift, die, nachdem sie vielen ursprünglich als urdeutsch gegolten hatte, nun plötzlich als jüdisch gebrandmarkt wurde.
Die offizielle Schreibung des Deutschen änderte sich in den letzten einhundert Jahren in Details fast unmerklich von Wörterbuchausgabe zu Wörterbuchausgabe. So tauchte z. B. in der 14. Auflage des Dudens, 1954, die integrierte Schreibung Kautsch neben Couch auf, die aus der gescheiterten Rechtschreibreform des Reichserziehungsministers Bernhard Rust von 1944 stammt. In der 13. Auflage von 1947 war sie noch nicht aufgeführt. Sie verschwand in den 1980er Jahren wieder aus den Wörterbüchern. Spätestens 1941 wurde die integrierte Schreibung Majonäse neben Mayonnaise in den Duden aufgenommen (1941 allerdings noch als „entbehrliche“ Variante markiert) und wurde erst 2017 in der 27. Auflage aufgrund geänderter amtlicher Rechtschreibung entfernt. Nicht nur Stichwörter, auch Regeln konnten sich ändern. So heißt es noch in der 10. Auflage des Dudens 1929: „Für ß wird in großer Schrift SZ angewandt“; später galt SZ nur noch als Möglichkeit neben SS, um Verwechslungen in Fällen wie MASZE – MASSE zu vermeiden.

#### Reform der deutschen Rechtschreibung 1996
1996 kam es im deutschsprachigen Raum zu einer Rechtschreibreform mit dem erklärten primären Ziel, die deutsche Rechtschreibung zu vereinfachen. Sie war sowohl wegen der angestrebten Änderungen als auch wegen der Vorgehensweise bei der Durchsetzung umstritten und führte zu Auseinandersetzungen zwischen Befürwortern und Gegnern. In den Jahren 2004 und 2006 wurde das Regelwerk in besonders strittigen Punkten überarbeitet, außerdem 2011, 2017 und 2018. Die reformierte Rechtschreibung wird in den Schulen gelehrt, von den meisten Verlagen aber nur in Form von daran orientierten Hausorthographien angewendet.

## Rechtschreibreformen in anderen Sprachen
Reformen der Rechtschreibung gab es unter anderem auch in folgenden anderen Sprachen:
- armenische Sprache
- bulgarische Sprache
- dänische Sprache 1948
- französische Sprache
- niederländische Sprache
- russische Sprache
- türkische Sprache 1929
- slowakische Sprache (große Rechtschreibreform 1953/1954)[10]

So wurde im Niederländischen das ph und rh in Wörtern griechischer Herkunft abgeschafft, im Schwedischen ph, rh und th. Da in mehreren anderen Sprachen historische Formen schon frühzeitig verschwunden sind, schreibt die Mehrheit aller lateinisch schreibenden Europäer heute teater, teatro oder teatr für Theater.
Die Rechtschreibung der englischen Sprache hat sich zwar, auch ohne dass eine formale Reform stattfand, seit dem 16. Jahrhundert erheblich verändert, weitergehende Reformversuche scheiterten jedoch größtenteils. Die einzige bedeutende Ausnahme bildeten die Vorschläge von Noah Webster, von denen sich einige in Nordamerika vollständig durchsetzten und auf die ein Großteil der heutigen Unterschiede zwischen amerikanischer und britischer Rechtschreibung zurückgehen.
Zu den weiteren Reformversuchen zählt u. a. die Kampagne der 1908 in England gegründeten Simplified Spelling Society (SSS, heute Spelling Society), die sich das Ziel setzte, die Unregelmäßigkeiten der englischen Rechtschreibung zu reduzieren. Viele Persönlichkeiten schlossen sich dieser Kampagne an, darunter George Bernard Shaw und Isaac Pitman. In den USA hatten unter anderem Benjamin Franklin, Samuel Morse und später Mark Twain Schritte zur Vereinfachung der Rechtschreibung der englischen Sprache vorgeschlagen. Insbesondere der Amerikaner William Thornton, geboren auf den Westindischen Inseln, hat sich seit 1785 mit der Vereinfachung der englischen Rechtschreibung beschäftigt, die von seiner Absicht ausging, das Leben der Sklaven zu verbessern, die zumeist Analphabeten waren.
Wenig oder gar kein Reformpotenzial und -bedarf besteht in Sprachen, die traditionell phonologisch  geschrieben werden:
- Italienische Sprache: Dort wurde um 1600 die italienische Schriftsprache neben das von vielen Italienern nicht mehr korrekt gesprochene Latein gestellt.
- Serbische Sprache: Dort wurde um 1800 durch Vuk Stefanović Karadžić die traditionelle slawenoserbische durch die moderne Schriftsprache ersetzt.
- Kroatische Sprache: gleichzeitig eine ähnliche Sprachreform. 1850 wurde dann die Schaffung einer gemeinsamen serbokroatischen Sprache vereinbart; die Vereinbarung wurde nach dem Zerfall Jugoslawiens um 1990 aus politischen Gründen obsolet.
- Ungarische Sprache: Es gab im 19. Jahrhundert mehrere Rechtschreibreformen, um sie phonologisch zu machen.
- Slowakische Sprache: Sie wurde erst im späten 18., dann im 19. Jahrhundert (wieder) neu geschaffen, zunächst auf der Grundlage westslowakischer, dann mittelslowakischer Dialekte.

In der finnischen Sprache wurde einmal eine radikale Rechtschreibreform mit Umstellung von einem etymologischen auf ein phonologisches Regelsystem durchgeführt.
Nur bedingt als Rechtschreibreform kann man die Vereinfachung eines Ideogrammsystems bezeichnen:
- chinesische Schrift

Beim Wechsel der Schrift wurden teilweise nur die Schriftzeichen annähernd 1:1 ausgetauscht:
- Rumänisch – Wechsel von kyrillischen auf lateinische Schriftzeichen
- Aserbaidschanisch, Turkmenisch und Usbekisch – jeweils in den 1990er Jahren Wechsel von kyrillischen zu lateinischen Schriftzeichen; in der kasachischen Sprache und der kirgisischen Sprache zunächst bis 2010 geplant, dann aber auf unbestimmte Zeit verschoben.

In anderen Fällen wurde das Erlernen der Schrift deutlich erleichtert:
- Türkisch – Durch die lateinischen Schriftzeichen wird die gesprochene Sprache wesentlich besser wiedergegeben als vorher durch die arabischen. Allerdings ging in Wörtern arabischer Herkunft die Etymologie verloren. Beispielsweise fallen arabisches Kāf (ك) und arabisches Qāf (ق) in türkischer Aussprache und Lateinschreibung zu K zusammen, etwa in kalp („Herz“) von arabisch قلب qalb („Herz“) im Gegensatz zu كلب kalb („Hund“).
- Koreanisch – Hier wurden teilweise chinesische Logogramme durch Hangeul-Schriftzeichen ersetzt. Ebenfalls schon lange verwendet, ist Hangeul trotz der für Europäer ungewohnten grafischen Anordnung eine phonologische Buchstabenschrift.